# Кічер
Кічер (нім. Kitzscher) — місто в Німеччині, розташоване в землі Саксонія. Входить до складу району Лейпциг.
Площа — 28,99 км2. Населення становить 5074 ос. (станом на 31 грудня 2020).